# Prefektura Hirošima
Prefektura Hirošima (広島県, Hirošima-ken) je prefektura na Japonskem v regiji Čugoku na otoku Honšu. Ima 2.811.410 prebivalcev (1. junij 2019) in geografsko območje veliko 8.479 km². Prefektura Hirošima meji na prefekturo Okajama na vzhodu, Totori na severovzhodu, Šimane na severu in prefekturo Jamaguči na jugozahodu.
Hirošima je glavno in največje mesto prefekture Hirošima ter največje mesto v regiji Čugoku, z drugimi večjimi mesti, vključno s Fukudžamo, Kurejem in Higašihirošimo. Leži ob Notranjem morju Seto nasproti otoka Šikoku in je na severu omejena z gorovjem Čugoku. Prefektura Hirošima je ena od treh prefektur na Japonskem z več kot enim območjem Unescove svetovne dediščine.

## Zgodovina
Območje okoli Hirošime je bilo prej razdeljeno na provinci Bingo in provinci Aki. Ta lokacija je bila središče trgovine in kulture že od začetka zapisane zgodovine Japonske. Hirošima je tradicionalno središče regije Čugoku in je bila do bitke pri Sekigahari sedež klana Mōri.
Skupaj z Naro in Tokiom je Hirošima ena od treh prefektur z več kot enim Unescovim seznamom svetovne dediščine. Dve takšni lokaciji v prefekturi Hirošima sta:
- Atomska kupola v Hirošimi, eden redkih ostankov predvojne Hirošime po atomskem bombardiranju leta 1945;
- Svetišče Icukušima v Mijajimi, ki je znano po tem, da se da med visoko plimo napolni z vodo in se zdi lebdi na vodi.

## Geografija
Prefektura Hirošima leži sredi Japonske. Večino prefekture sestavljajo gore, ki vodijo proti prefekturi Šimane, reke ustvarjajo bogate ravnine blizu obale.
Obrnjena je proti Šikoku čez Notranje morje Seto. Hirošimski zaliv se odpre na Notranje morje. Prefektura vključuje tudi številne majhne otoke.
Zaradi zaščitene narave Notranjega morja je podnebje v Hirošimi zelo blago.
Od 1. aprila 2014 je bilo 4 % celotne površine prefekture označenih kot naravni parki (najnižji odstotek vseh prefektur) in sicer narodni park Setonaikai; kvazi-narodna parka Hiba-Dōgo-Taišaku in Niši-Čugoku Sanči; in šest prefekturnih naravnih parkov.

## = Mesta določena z vladnim odlokom
Štirinajst mest v prefekturi Hirošima so:
| Ime            | Ime        | Površina (km2) | Štev. prebivalcev | Karta |
| Rōmadži        | Kandži     | Površina (km2) | Štev. prebivalcev | Karta |
| -------------- | ---------- | -------------- | ----------------- | ----- |
| Akitakata      | 安芸高田市 | 538,17         | 31.565            |       |
| Etadžima       | 江田島市   | 100,97         | 24.596            |       |
| Fuchū          | 府中市     | 195,71         | 43.932            |       |
| Fukujama       | 福山市     | 518,14         | 468.812           |       |
| Hacukaiči      | 廿日市市   | 489,36         | 117.106           |       |
| Higašihirošima | 東広島市   | 635,32         | 185.418           |       |
| Hirošima       | 広島市     | 906,68         | 1.199.391         |       |
| Kure           | 呉市       | 352,8          | 228.030           |       |
| Mihara         | 三原市     | 471,03         | 97.324            |       |
| Mijoši         | 三次市     | 778,19         | 53.616            |       |
| Onomiči        | 尾道市     | 284,85         | 141.811           |       |
| Ōtake          | 大竹市     | 78,57          | 27.684            |       |
| Šōbara         | 庄原市     | 1246,6         | 35.870            |       |
| Takehara       | 竹原市     | 118,3          | 26.035            |       |

### Mesta
Drugih manjših mest je še 8: Akiōta (安芸太田町 - Akiōta-čō), Fučū (府中町 - Fučū-čō), Džinsekikōgen (神石高原町 - Jinsekikōgen-čō), Kaita (海田町 - Kaita-čō), Kitahirošima (北広島町, Kitahiroshima-čō), Kumano (熊野町 - Kumano-čō), Ōsakikamidžima (大崎上島町 - Ōsakikamijima-čō),  Saka (坂町 - Sakamači), Sera (世羅町 - Sera-čō)
- Fukujama
- Onomiči
- Higašihirošima
- Mihara

## Gospodarstvo
Glavne industrije Hirošime so avtomobilska (tam je sedež Mazde) in turizem na dveh območjih svetovne dediščine: kupoli A-Bomb in svetišču Icukušima.
Sestavine gospodarstva so primarna industrija, sekundarna industrija in terciarna industrija, ki v letu 2015 predstavljajo 0,6 %, 32,6 % in 66,2 %. Nerazvrščene proizvodnje je 0,6 %.
Vrednost proizvodnje predelovalnih dejavnosti je leta 2016 znašala 10.343 milijard jenov, kar je 10. največja na Japonskem. Po letu 2012 proizvodnja predelovalnih dejavnosti v letu 2015 nenehno narašča.

## Religija
Podobno kot na preostalem delu Japonske je večina ljudi v prefekturi Hirošima šintoistov ali budistov. leta 1996 je bilo 51,2 % prebivalcev budistov, 2 sta bila povezana s šintoističnimi sektami, 44,8 % jih je izvajalo ljudski šinto in 2 % sta bila kristjana.

## Mednarodne povezave
- Sečuan, Kitajska[9]
- Havaiji, ZDA[10]

## Turizem
- Spomenik miru v Hirošimi
- Spominski muzej miru v Hirošimi
- Spominski park miru v Hirošimi
- Grad Hirošima
- Shukkei-en
- Tempelj Mitaki
- Svetišče Icukušima
- Momijidani Park
- Misen
- Javni akvarij Mijadžima
- Tempelj Senkō-dži (Onomiči)
- Tempelj Džodo-dži
- Muzej umetnosti mesta Onomiči
- Grad Fukujama

- Svetišče Icukušima in vrata Tori (Hacukaiči)
- Spomenik miru v Hirošimi (mesto Hirošima)
- Dolina Taišaku (Šobara)
- Cesta hrepenenja (Šokei no miči) v Takehari oktobra
- Grad Hirošima
- Tomonoura (Fukujama)